# Edith Garrud
Edith Margaret Garrud, nacida Edith Margaret Williams (1872–1971) fue una activista política y artista marcial inglesa. Pasó a la historia por su papel como la líder del Cuerpo de Guardaespaldas de la Women's Social and Political Union a finales del siglo XIX y principios del siglo XX.

## Biografía
Edith nació en 1872 en Bath, Somerset. Su familia se mudó a Gales cuando tenía cinco años y pervivió allí en 1893, año en que contrajo matrimonio con William Garrud, un profesor de educación física y practicante de boxeo y lucha amateur. Ambos se mudaron poco después a Londres, donde William encontró trabajo como instructor en varias universidades. En 1899, los Garruds conocieron a Edward William Barton-Wright, fundador del arte marcial mixta del bartitsu y éste les presentó a su propio maestro, el famoso practicante de jiu-jitsu japonés Sadakazu Uyenishi. Edith y William se convirtieron en aprendices de Uyenishi en el antiguo gimnasio de Barton-Wright en Golden Square, Soho, y cuando Sadakazu regresó a Japón en 1906, se quedaron como propietarios del giminasio. Edith se convirtió así en profesora de jiu-jitsu para mujeres y niños.
Los Garruds popularizaron el jiu-jitsu realizando exhibiciones públicas a través de Londres y escribiendo artículos en revistas. Edith llegó a actuar en un cortometraje llamado Ju-jutsu Downs the Footpads producido por Pathé en 1907. Sin embargo, su fama llegaría un año después, cuando organizó clases especializadas para las integrantes del movimiento sufragista. A partir de 1911, estas clases se impartieron en la Palladium Academy, una escuela de danza en Argyll Street. En enero del mismo año, Edith coreografíó las escenas de una polémica obra titulada What Every Woman Ought to Know, y en agosto se publicó uno de sus artículos sobre defensa personal femenina en la revista Health and Strength.

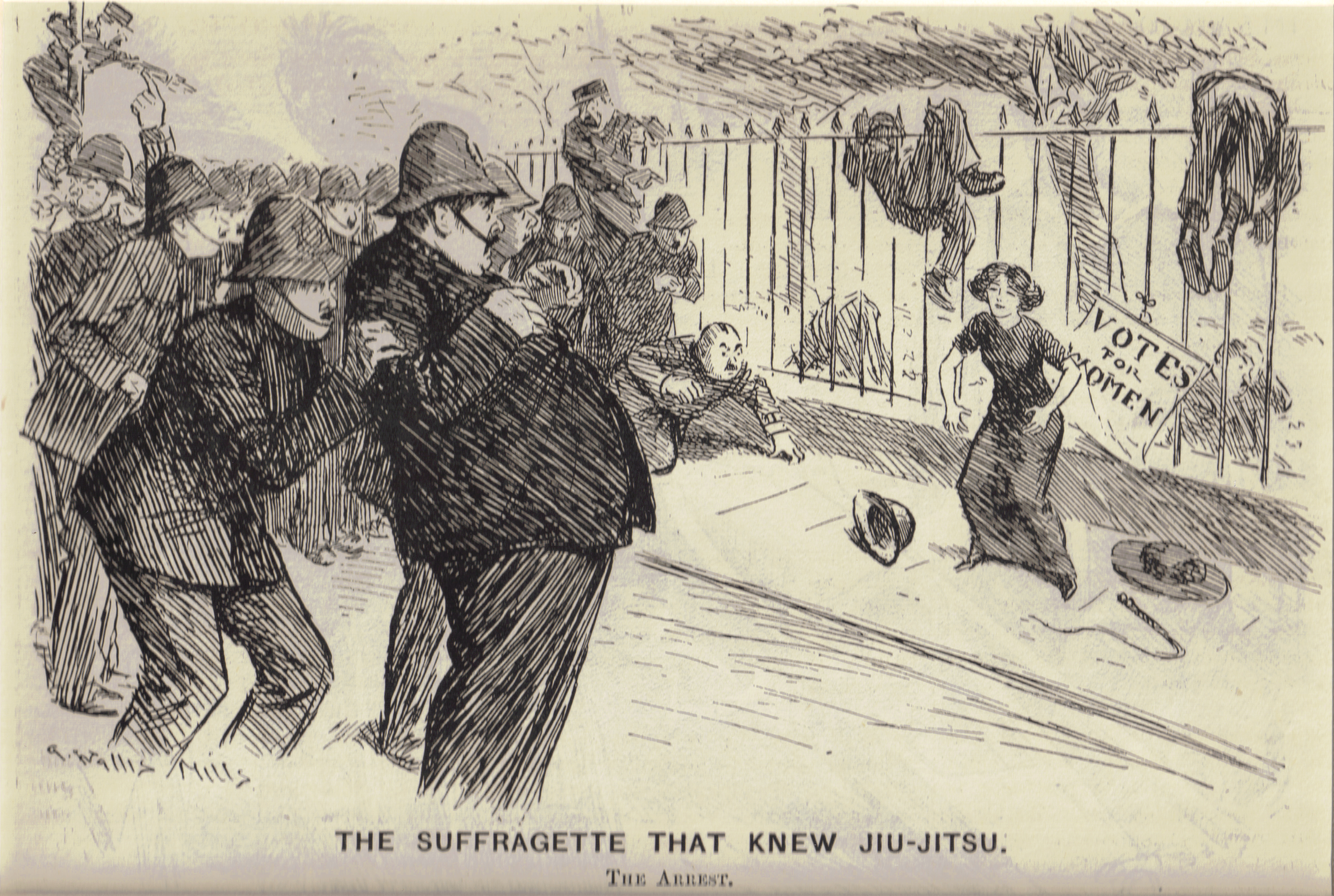
The Suffragette that Knew Jiu-Jitsu. The Arrest. Por Arthur Wallis Mills, publicado originalmente en 1910 in Punch y The Wanganui Chronicle.

En 1913, el gobierno de Asquith instituyó la llamada "acta del gato y el ratón", por la cual las líderes sufragistas en huelga de hambre podían ser liberadas legalmente de prisión para recuperar la salud y entonces ser devueltas de nuevo al presidio. La WSPU respondió estableciendo un cuerpo de unas 30 mujeres guardaespaldas, conocidas como las "Jiujitsuffragettes" o las "Amazonas", para impedir que las sufragistas fugitivas fueran arrestadas de nuevo. Edith Garrud fue su entrenadora, y les instruyó en el jiu-jitsu y el manejo de las mazas indias, que las mujeres llevarían ocultas en sus vestidos. Los entrenamientos tenían lugar en lugares secretos que cambiaban periódicamente para evitar atraer la atención de la policía, la cual encontró en las Jiujitsuffragettes un oponente muy publicitado en las escaramuzas callejeras que eran comunes en aquellos tiempos. Se dice que estas mujeres impidieron que la policía arrestara a más de una de sus líderes. En varias ocasiones, actuando como un auténtico comando urbano, llegaron a orquestar rescates y fugas de prisión haciendo uso de disfraces, señuelos y otros subterfugios, tácticas que fueron apodadas "suffrajitsu". Estos incidentes se recogen en las memorias de una de ellas, Katherine "Kitty" Marshall, titulada Suffragette Escapes and Adventures.
El Cuerpo de Guardaespaldas de la WSPU se desbandó poco después del inicio de la Primera Guerra Mundial, ya que la líder sufragista Emmeline Pankhurst decidió suspender las acciones militantes con el objetivo de apoyar al gobierno durante la crisis. Sin embargo, Edith y William continuaron enseñando defensa personal hasta 1925, cuando vendieron la escuela y desaparecieron de la vida pública. En 1966, Edith -por entonces de 94 años de edad- fue conmemorada en un extenso artículo de la revista Woman.
Falleció en 1971.

## En la cultura popular
La figura de Edith ha sido recordada y representada en diversas obras de teatro, cine y novelas:
- The Year of the Bodyguard  (1982) Edith Garrud fue interpretada por las actrices Judith Lowe y Jeanne Dorree en el docudrama de Channel 4.
- Mrs Garrud's Dojo (2003) obra de Peter Hilton.[3]

- The Good Fight (2012) Su participación en el movimiento sufragista es representada en la obra de Ann Bertram estrenada en 2012 en Theatre Unbound,[4]

- En mayo de 2014 se estrenó un documental sobre Garrud en The One Show de BBC1, presentado por Honor Blackman.

- Garrud hace un cameo en el primer volumen de la novela gráfica Suffrajitsu: Mrs. Pankhurst's Amazons, publicada en 2015, y aparece como un personaje secundario en la novela corta relacionada The Second-Story Girl.

- Suffragette  (2015) el personaje Edith Ellyn está inspirado en Edith Garrud. La actriz Helena Bonham Carter estudió la biografía de Garrud para su actuación y solicitó que el nombre original de su personaje, Caroline, fuese cambiado a Edith en su honor.[5]

- Enola Holmes (2020) el personaje de Edith (Susan Wokoma) amiga de la madre de Enola, Eudoria, está también inspirado en Edith Garrud.[6]

## Conmemoraciones

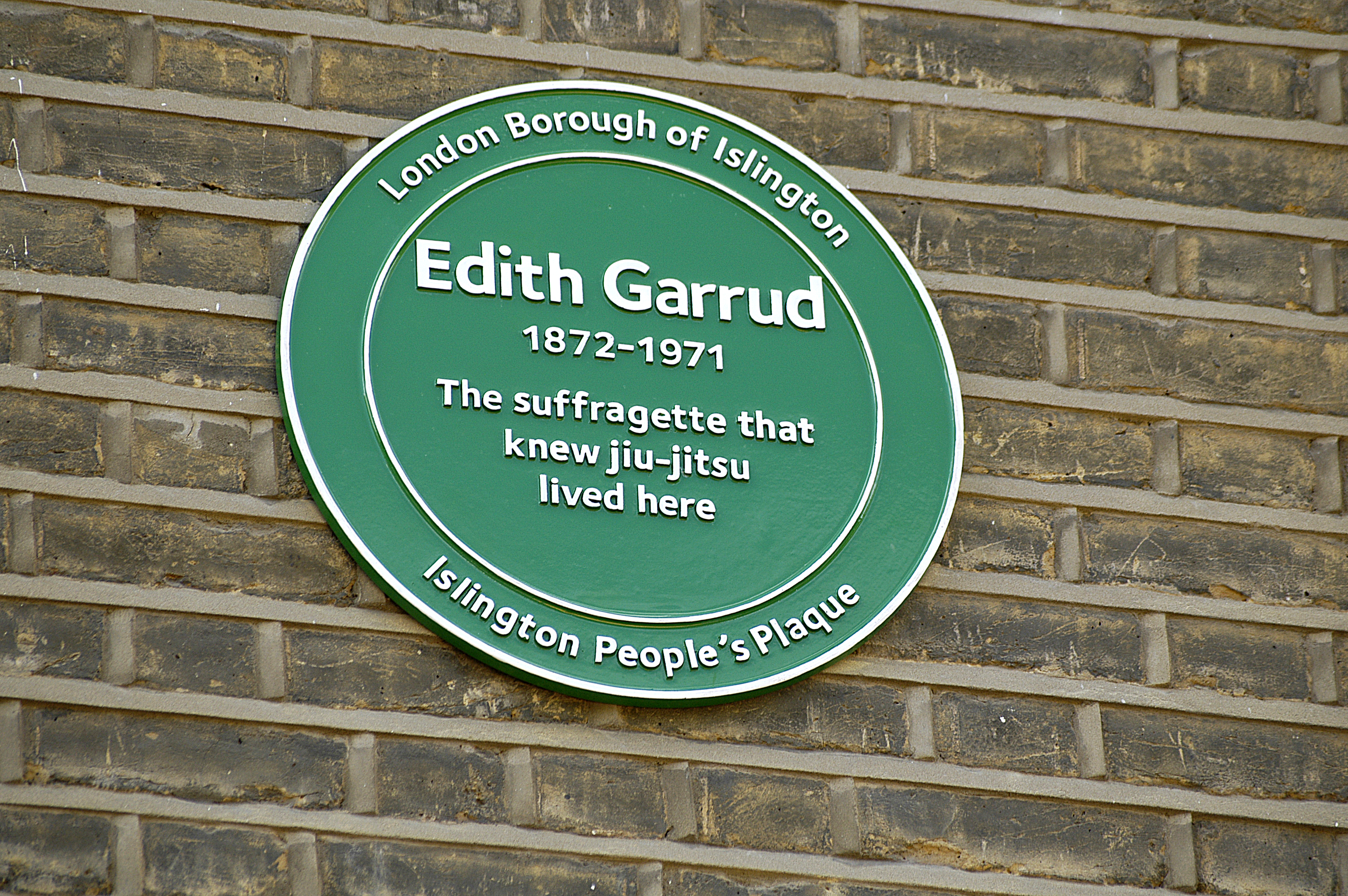
Placa connmemorativa en Thornhill Square

- El 30 de junio de 2011, se instaló una placa conmemorativa con el nombre Edith en su antigua casa en Thornhill Square.[7]

- El 23 de abril de 2013, su imagen fue incluida en una escultura instalada en la estación de Finsbury Park.[8]